# Церковь Сошествия Святого Духа (Лесные Поляны)
Церковь Сошествия Святого Духа (Духосошественская церковь) — приходская церковь Русской православной церкви в посёлке Лесные Поляны в Подольском районе (с 2015 года — городской округ Подольск) Московской области.
Храм расположен на территории усадьбы Воробьёво, являющейся памятником культурного наследия Российской Федерации.

## История
В 1845 году княгиня Елизавета Ростиславовна Вяземская — мать княжны Варвары Вяземской (Ершовой), проживавшая в те годы у своей дочери, обратилась к митрополиту Московскому Филарету (Дроздову) с просьбой:

…беру смелость прибегнуть к Вашему Высокопреосвященству и просить архипастырского Вашего соизволения и благословения дозволить мне устроить при доме дочери моей в упомянутом сельце Воробьеве домовую церковь во имя Сошествия Св. Духа. При сем нужным признаю изъяснить, что хотя дом, в котором предполагаю устроить церковь, находится в имении, принадлежащем дочери моей, однако по совершенному семейному согласию устроение для меня в нём церкви и жительство мое в оном не подлежит ни малейшему препятствию или сомнению….

Указом от 22 июля 1845 года Московская духовная консистория разрешила устройство этого домового храма. Домовая Духосошественская церковь была построена в августе 1848 года и освящена 5 сентября 1848 года протоиереем Подольского Троицкого собора Василием Берёзкиным. С весны 1860 года церковь вместо домовой стала именоваться приписной к Успенской церкви.
Авторство проекта храма в русском стиле с колокольней приписывают архитектору Михаилу Быковскому. К квадратному в плане зданию храма примыкают пониженные притвор и трёхчастная апсида. В центре его боковых фасадов — трёхчастные окна в архивольтах. Двери на входе в церковь обрамляет широкая профилированная арка, по бокам которой, в углах притвора расположены массивные кувшинообразные столбы.
После революции 1917 года здание церкви использовалось в качестве водонапорной башни, для чего была разрушена её верхняя часть. Затем здесь были организованы склад, лыжная база и развлекательное заведение. После распада СССР частично разрушенное здание храма было передано верующим. С осени 1993 года в храме возобновилась богослужебная и приходская жизнь; начались восстановительные работы, продолжающиеся по настоящее время под руководством архитекторов Андрея Анисимова и Татьяны Беляевой.
Сейчас богослужения в храме совершаются еженедельно по субботам. Настоятель Духосошественской церкви — протоиерей Сергий Кожемяк.